# Bad Pyrmont
Bad Pyrmont est une ville d'environ 21 000 habitants, située en Basse-Saxe en Allemagne.

## Géographie
Bad Pyrmont se situe dans la région du Weserbergland, entre Hamelin et Paderborn.

### Quartiers
Depuis le 1er janvier 1973, la ville comprend :
- Baarsen ;
- Eichenborn ;
- Großenberg ;
- Hagen ;
- Holzhausen ;
- Kleinenberg ;
- Löwensen ;
- Neersen ;
- Pyrmont ;
- Ösdorf ;
- Thal.

## Histoire
| Appartenances historiques Comté de Pyrmont 1194–1712 Principauté de Waldeck-Pyrmont 1712–1918 République de Weimar 1918–1933 Reich allemand 1933–1945 Allemagne occupée 1945–1949 Allemagne 1949–présent |

## Jumelages
- Anzio (Italie) depuis 1958
- Bad Freienwalde (Allemagne) depuis 1990
- Heemstede (Pays-Bas) depuis 2000

## Monuments
- Château de Bad Pyrmont (Musée)

## Personnalités liées à Bad Pyrmont
- Friedrich Drake (1805-1882), sculpteur
- Leonid Breitfuss (1864-1950), explorateur et biologiste marin, mort à Bad Pyrmont.